# Nadvirenský rajón
Nadvirenský rajón (ukrajinsky Надвірнянський район) je rajón v Ivanofrankivské oblasti na Ukrajině. Hlavním městem je Nadvirna a rajón má přibližně 131 tisíc obyvatel.

## Města v rajónu
- Jaremče
- Nadvirna